# Kim Jang-soo
Dans ce nom coréen, le nom de famille, Kim, précède le nom personnel.
Kim Jang-soo (né le 26 février 1948 à Gwangju, Corée du Sud), est un homme politique sud-coréen, ministre de la Défense de la Corée du Sud du 24 novembre 2006 au 29 février 2008.